# Podkylava
Podkylava (do roku 1899 Podkilava, maďarsky Szakadék) je obec na západě Slovenska v okrese Myjava v Trenčínském kraji. Žije zde 230 obyvatel. První písemná zmínka o obci pochází z roku 1709.